# NGC 2481
NGC 2481 is een spiraalvormig sterrenstelsel in het sterrenbeeld Tweelingen. Het hemelobject werd op 28 februari 1785 ontdekt door de Duits-Britse astronoom William Herschel.

## Synoniemen
- UGC 4118
- MCG 4-19-10
- ZWG 118.27
- KCPG 148B
- PGC 22292